# Proust (cratère)
Pour les articles homonymes, voir Proust (homonymie).
Proust est un cratère d'impact présent à la surface de Mercure. 
Ce cratère fut ainsi nommé par l'Union astronomique internationale en 1976 en hommage à l'écrivain français Marcel Proust. 
Son diamètre est de 145,09 km. Il se situe dans le quadrangle de Kuiper (quadrangle H-6) de Mercure.